# Мартруа
Мартруа́ (фр. Martrois) — коммуна во Франции, находится в регионе Бургундия. Департамент коммуны — Кот-д’Ор. Входит в состав кантона Пуйи-ан-Осуа. Округ коммуны — Бон.
Код INSEE коммуны — 21392.

## Население
Население коммуны на 2010 год составляло 62 человека.
| 1962 | 1968 | 1975 | 1982 | 1990 | 1999 | 2010 |
| ---- | ---- | ---- | ---- | ---- | ---- | ---- |
| 50   | 43   | 45   | 44   | 60   | 73   | 62   |

## Экономика
В 2010 году среди 38 человек трудоспособного возраста (15—64 лет) 31 были экономически активными, 7 — неактивными (показатель активности — 81,6 %, в 1999 году было 80,9 %). Из 31 активных жителей работали 23 человека (12 мужчин и 11 женщин), безработных было 8 (6 мужчин и 2 женщины). Среди 7 неактивных 2 человека были учениками или студентами, 4 — пенсионерами, 1 был неактивным по другим причинам.